# Morsain
Morsain település Franciaországban, Aisne megyében. Lakosainak száma 467 fő (2022. január 1.). Morsain Nouvron-Vingré, Selens, Tartiers, Vassens, Vézaponin és Autrêches községekkel határos.

## Népesség
A település népességének változása:
| Lakosok száma | 425  | 369  | 398  | 428  | 422  | 422  | 444  | 458  | 461  | 467  |
|               | 1968 | 1982 | 1990 | 2006 | 2013 | 2015 | 2017 | 2019 | 2020 | 2022 |